# Пьотър Клипа
Пьотър Сергеевич Клипа (на руски: Клыпа, Пётр Сергеевич, популярен като Петя Клипа) (23 септември 1926 г., Брянск – 16 декември 1983 г., Брянск) е активен участник в отбраната на Брестката крепост по време на Великата отечествена война, след войната става престъпник. Срещу него са повдигнати обвинения за редица престъпления, свързани с печалбарство и бандитизъм.

## Биография
Роден на 23 септември 1926 г. в Брянск в семейството на железопътен работник (според други източници е роден през 1927 г. ). Петя рано губи баща си. До 1939 г. живее с майка си в Брянск.
През 1939 г. Петя е приютен от по-големия си брат Николай Клипа, командир от Червената армия. Лейтенант Николай Клипа командва музикален взвод от 333-ти стрелкови полк на 6-та стрелкова дивизия. Пьотър става ученик в този взвод.
От октомври 1939 г. частите на 6-та пехотна дивизия са дислоцирани в района на град Брест-Литовск и прилежащите райони на север от река Мухавец, като поемат гарнизонна служба в Брест и охраняват държавната граница по Западен Буг Река в района на Брест. Казармите на 333-ти пехотен полк са разположени непосредствено в цитаделата на Брестката крепост.

## Отбрана на Брестката крепост

### Пребиваване в плен и на окупираната територия
Пьотър Павлович Котелников, който преди войната е бил ученик в музикалния взвод на 44-ти пехотен полк от 42-ра пехотна дивизия, също разположен в Брестката крепост, си спомня други събития. През есента на 1942 г. Петя Клипа и другарят му Володя Казмин отиват да търсят партизаните, стигат само до Несвиж, където са събрани и изпратени насила да работят в Германия, заедно с друго момче – Коля Новиков също са отправени като затворници „арбайтер“.
В Германия Пьотр Клипа става селски помощник на немски селянин в село Хорнбах в Елзас. Освободен е от плен от американските войски през 1945 г.

## Следвоенни години
През лятото на 1945 г. Петър е прехвърлен на страната на съветските войски, след което е отведен в град Десау. След това в град Люкенвалд, където преминава филтрацията и е мобилизиран в Червената армия. През ноември 1945 г. е заведен в запаса и се завръща в родния Брянск. Тук Петър Клипа става близък приятел с предвоенния си познат Лев Стотик, с когото започват да се занимават със спекулации и за кратко време извършват редица други престъпления.
В нощта на 4 април 1947 г. неизвестен гражданин е убит, ограбен и изхвърлен от влака на участъка Лгов-Комаричи. Според свидетели и потърпевши извършителите са двама млади мъже. Тъй като тези деяния имат признаци на бандитизъм, в издирването се включват органите на Държавна сигурност. На 18 март 1949 г. служители на МГБ в Брянска област арестуват един от заподозрените – Лев Сергеевич Стотик, роден през 1923 г. При обиска у него са намерени и иззети револвер система „Наган“ № 17573 от емисия 1936 г. с 20 бойни патрона. На 24 март 1949 г. чекистите арестуват и приятеля му Петър Сергеевич Клипа, работник в артела на името на Молотов. При обиск у Клипа са открити кобур и пълнител от пистолет „Маузер“.
Клипа и Стотик потвърждават тези показания на конфронтацията. Картината на престъпната дейност на Стотик и Клипа е допълнена от други епизоди. В края на май 1947 г. те се опитват да ограбят колхозник, който продава кравата си на пазара за седем хиляди рубли, и възнамеряват да ограбят шефа на бюфета на гара Вигоничи и шефа на сергия на гара Брянск-1.
На 11 май 1949 г. военният трибунал на Брянския гарнизон, след като разгледа в закрито съдебно заседание делото срещу Стотик и Клипа, осъжда:
Лев Сергеевич Стотик – да се заключи в поправителния трудов лагер по чл. 58 – 1 „б„ от Наказателния кодекс на РСФСР (държавна измяна) за срок от 25 години, със загуба на права (обвинен е в сътрудничество с врага, докато е бил в плен, разкрито по време на следствието, което е по-тежко престъпление, отколкото въоръжени грабежи и убийства, и разбира се ги „погълна“).
Клипа Петър Сергеевич – да бъде затворен в трудов лагер по чл. 107 от Наказателния кодекс на РСФСР (спекула) за срок от 10 години и по чл. 50 – 3 от Наказателния кодекс на РСФСР (бандитизъм) за срок от 25 години, без загуба на права, с конфискация на цялото имущество.
Пьотър Клипа излежава присъдата си в Колима, докато в съдбата му не се намесва писателят Сергей С. Смирнов, който участва активно в разкриване на историята на защитата на Брестката крепост и търсенето на нейните защитници. Смирнов намира чрез брат му Николай Клипа. Бившият командир на музикалния взвод успява да оцелее във войната и по време на издирването той вече е с чин подполковник и служи като военен комисар на Маслянския район на Тюменска област. На писмото на писателя Н. С. Клипа отговаря, че по-малкият му брат наистина е бил участник в отбраната на Брестката крепост, след войната се е върнал у дома жив и здрав, но, за съжаление, през последните години връзката между братята е прекъсната. Той съобщава, че сестра им живее в Москва, от която можете да се разбере текущото местонахождение на Петър. Смирнов научава от роднините на сестрата, че Петър Клипа излежава присъда в Магаданска област, осъден за съучастие в престъпление. Пьотър Клипа разказва на Смирнов най-интересните подробности от битките за крепостта, назова имената на участниците и ръководителите на отбраната.
„Уведомяваме ви, че с решение на Президиума на Върховния съвет на СССР от 7 януари 1957 г. вашето досие е заличено. Извлечение от протокола от заседанието на Президиума беше изпратено до председателя на изпълнителния комитет на Брянския градски съвет на работническите депутати за предаване срещу получаване“.
След като е освободен от затвора, Клипа се връща в родината си и се оженва. Съпругата му ражда две деца: син Сергей и дъщеря Наташа. Те живеят в село Володарски в покрайнините на Брянск. Работил е като стругар в брянския завод „Строммашина“.
На 16 декември 1983 г. Пьотър Сергеевич Клипа умира от рак.

## Памет
- Пётр Клыпа е основен прототип на Саша Акимова, главен герой на полнометражния художествен филм „Брестская крепость“, посветен на героическата обтбрана на крепостта (в ролята Алексей Копашов).[3][4].
- Благодарение на книгата на Сергей Смирнов „Брестката крепост“ името на Петър Клипа става известно в целия Съветски съюз, пионерски отряди са кръстени на него, младият герой на Брестката крепост е канен на тържествени събития.
- За смелост и героизъм в битките с нацистките нашественици Петър Клипа е награден с орден „Отечествена война“ 1-ва степен.
- Държавният архив на Брянска област съхранява материали, посветени на П. С. Клипа[5]
- На Петя Клипа е посветена на биографичната поема на Марк Лисянски „Петя Клипа“.[6]